# COBOL
COBOL е език за програмиране от 3-то поколение. Той е един от най-ранните програмни езици, които все още се използват активно. Името му идва от COmmon Business-Oriented Language.
COBOL 2002 стандартът включва поддръжката на обектно ориентирано програмиране, Unicode, XML, както и други характеристики на модерните програмни езици.
Към декември 2023 г. според Международния журнал за напреднали изследвания в науката, комуникациите и технологиите (IJARSCT) 43% от всички банкови системи по света все още използват COBOL.

## „Hello world!“ на COBOL
IDENTIFICATION DIVISION.

PROGRAM-ID. HELLO-WORLD.

PROCEDURE DIVISION.

PARAGRAPH-1.

DISPLAY 'Hello, world!'.

STOP RUN.